# Salsolicola eremobia
Salsolicola eremobia är en fjärilsart som beskrevs av Falkovich 1964. Salsolicola eremobia ingår i släktet Salsolicola och familjen vecklare. Inga underarter finns listade i Catalogue of Life.